# Santiago de la Muela

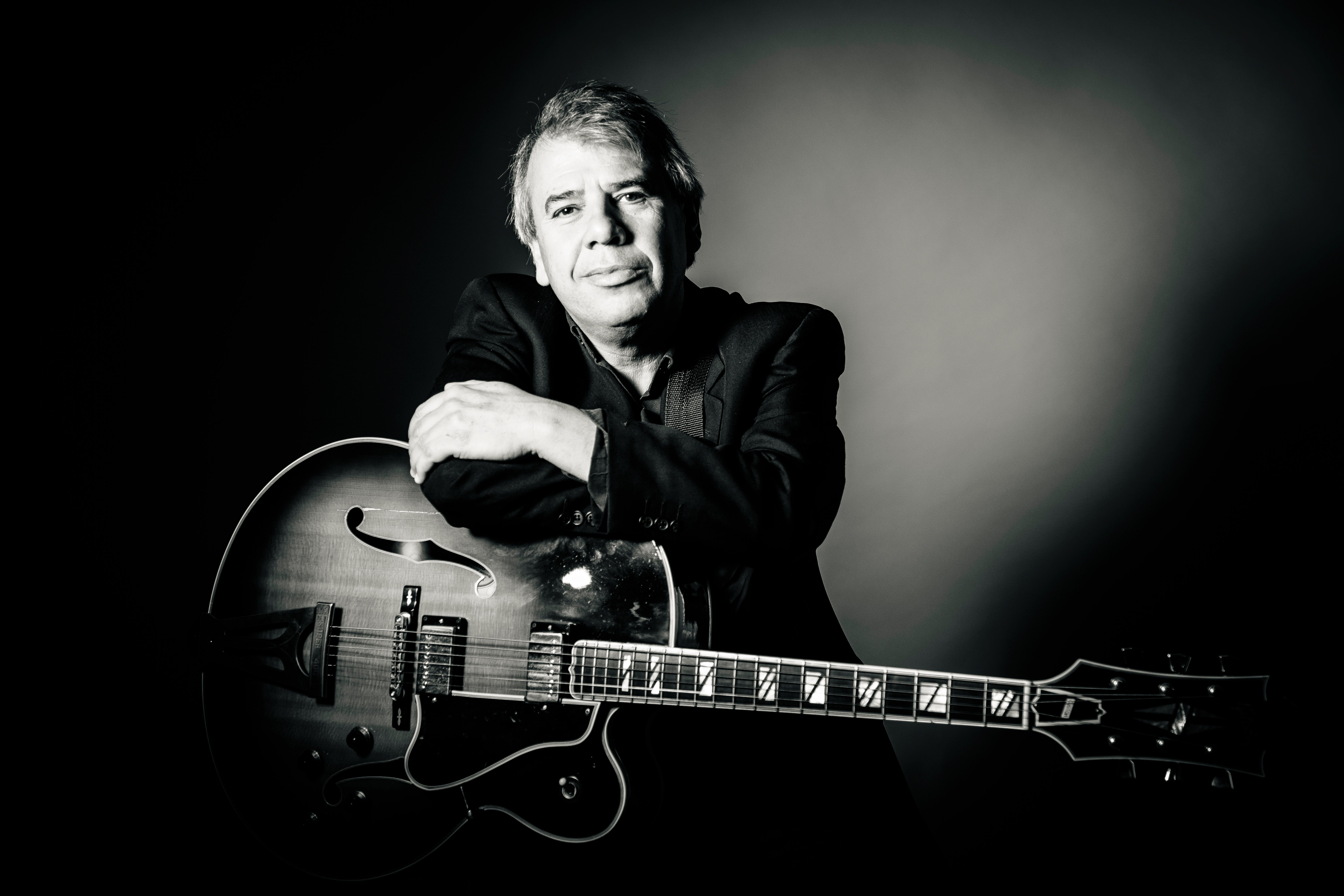

Santiago de la Muela Sáenz (Arrecife, Islas Canarias), 12 de junio de 1965) es un guitarrista de jazz, compositor, director de orquesta español.

## Trayectoria
Ha publicado quince proyectos discográficos  donde ha desarrollado tanto su concepto guitarrístico como sus habilidades en la composición y orquestación. Su maestría en la guitarra, en conjunción con su capacidad innata para la composición  son  rasgos que lo convierten en una de las figuras más relevantes del Jazz en el panorama español de las últimas décadas. El prestigioso crítico y periodista Juan Claudio Cifuentes, “Cifu”( “Jazz porque sí “ “Radio Clásica-R.N.E "), toda una autoridad en la materia, lo definió como “Uno de los más finos estilistas de la guitarra de Jazz en nuestro país, que además es un compositor y arreglista más que notable.”

## Biografía
Santiago de la Muela nació el 12 de junio de 1965 en Arrecife, capital de Lanzarote, en las islas Canarias. Poco después se trasladó junto a su familia a la Península, estableciendo su residencia definitivamente en  Madrid unos años después, donde ha desarrollado la mayor parte de su trayectoria musical.  Tras una sólida formación clásica, dirigió su perfeccionamiento musical hacia el Jazz en el Ateneo de Música Moderna y Jazz de Madrid. Más tarde, culminó, con mención cum laude, sus estudios de música en la prestigiosa Universidad Berklee College of Music, de Boston, Massachusetts, en Estados Unidos.
En su extensa trayectoria se demuestra su carácter polifacético como profesional. Así,aparte de su trayectoria discográfica como intérprete y compositor, ha realizado adaptaciones  para obras teatrales, arreglos orquestales para cine o televisión,(como arreglista y ejecutante ha participado en la elaboración de algunas bandas sonoras de largometrajes como "Hierro" o "La mujer del anarquista”, y trabajado para programas de televisión como "Fusión Sonora", de la Cadena Telecinco. Ha impartido asimismo conferencias sobre la Guitarra de Jazz en distintas instituciones nacionales,  incluido  el Instituto Cervantes de Munich bajo el epígrafe "Santiago de la Muela Trío: El Arte de la lmprovisación".

## Opiniones de la crítica especializada
- --“ Uno de los guitarristas de Jazz más interesantes de Europa, heredero directo de Tete Montolíu, con el cual comparte el buen gusto en el tratamiento de los estándares, y con un carácter propio en todas sus composiciones “ (Instituto Cervantes, Múnich ).
- --  “El mejor Jazz de tradición americana en los escenarios madrileños; un gusto exquisito en el tratamiento de los Standards “(Alejandro Cifuentes,“Radio Círculo, del Círculo de Bellas Artes,y crítico de la revista “Cuadernos de Jazz “).
- -- “ Un guitarrista con una técnica envidiable, puesta al servicio de un Jazz sin concesiones “ (Carlos Lara ).
- --  “Uno de los mejores instrumentistas de nuestro país, y al mismo tiempo, un extraordinario compositor y arreglista   que sabe muy bien cómo y con quién emprender sus nuevas aventuras Jazzísticas” (Andreu Fábregas).
- --  “ Un músico de enorme sensibilidad en las composiciones e interpretaciones, gran sentido jazzístico y un más que notable swing “ (J.L. Mtnez Albertos, Jazz 4U)
- -- “ Un discurso expresado con lógica, buen gusto y claro sentido de la melodía (…) irreprochable técnica, con evidente dominio de la ciencia de la armonía. (...)un compositor y arreglista de notable capacidad y originalidad. Guitarrista de matrícula de honor.(...)con ese imprescindible ”swing feel“ sin el cual la música nunca conseguiría despegar. (Juan Claudio Cifuentes,  R.N.E. ).
- A destacar su DISCOGRAFIA COMO LIDER :  trabajos muy diversos que avalan su amplia formación musical:
- —-“Blues Para Tete” (I.Reilly ,1997), un homenaje en trío al gran pianista Tete Montoliu.
- —-“Carmen’s Favorites” (I.Reilly, 1998) un disco íntimo y muy personal grabado íntegramente a guitarra sola ,”Un trabajo redondo y cargado de detalles” (Alejandro Cifuentes, Revista “Cuadernos de Jazz “).
- —- “Lo Que Nos Gusta Es Esto” (Satchmo Jazz, 2001) Su tercer trabajo, toda una declaración de principios, constituyó un esfuerzo sin precedentes en el Jazz español que incluía temas que van de la guitarra sola a una orquesta de 17 miembros. Este disco fue calificado por la prensa como “Una Lección de Jazz : para aprender “ (J .Goicoechea, Revista   “Tiempo “) o como “El mejor disco de Jazz del año 2001 “ (S.Cabanillas ,Onda Verde ).
- —“Horas Privadas “. (Satchmo Jazz, 2002) En él la variedad orquestal de “Lo que nos gusta es esto “ da paso a la unidad temática de la formación a sexteto, una de las más exigentes para el compositor de Jazz.. “Brillante grabación : un C.D. de bellísima factura, donde al Jazz se le llama por su nombre. Uno de los mejores discos realizados en el año 2002 en nuestro país”. (Andreu Fábregas ).
- —-“Tres no es multitud “ (Satchmo Jazz, 2004), con el prestigioso organista norteamericano Dan Wall  como artista invitado. Se trata de un trabajo a trío con composiciones propias, donde el protagonismo de la guitarra solista se pone de manifiesto durante toda la producción, perfectamente respaldado por el sonido personalísimo del Organo Hammond B-3.   También este trabajo recogió críticas positivas:  "Santiago de la Muela no oculta el potencial de su conocimiento académico, pero, lejos de abandonarse a él,lo utiliza para impulsar su corazón abierto.Sus manos recorren el mástil de la guitarra con pasmosa sencillez,aunque una escucha atenta de sus fraseos nos sitúa ante ejercicios jazzísticos de gran riesgo y definición" (Pablo Sanz, diario "El Mundo") "La formación a priori resulta de gran interés y de enorme riesgo, a consecuencia de la gran tradición que existe entre órgano y guitarra. Pero no cabe duda, que del reto Santiago de la Muela sale airoso.  Hay que reconocer la valía compositiva del líder, ya sea en tempos medios o tempos de mayor rapidez. La guitarra de Santiago de la Muela se acopla con perfección a las distintas velocidades musicales que son desarrolladas en el trabajo, tanto en los tiempos rápidos en donde despliega gran cantidad de recursos, (nunca gratuitos), que demuestran los grandes conocimientos musicales que posee a nivel melódico (en este aspecto demuestra ser un consumado maestro) como armónico. Otra de las particularidades de la presente grabación proviene del tratamiento exquisito de las baladas, que son ejecutadas (y en concreto la ternura emocional que se desprende en ellas), mostrando a un guitarrista enormemente expresivo y sentimental (…) Tras la escucha íntegra de este trabajo se puede afirmar sin ningún tipo de dudas que tres no es multitud, sino que es la ecuación perfecta para el resultado buscado por Santiago de la Muela”.   (Juan Carlos Abelenda, revista “Tomajazz”).
- —-“Líneas Paralelas” (I.Reilly 2008)”, contiene arreglos y composiciones propias para Orquesta. Este trabajo profundiza  en  su personal concepto  orquestal y compositivo. "Un disco de Big Band en un país sin discos de Jazz y con pocas, o ninguna, Big Band. Desde luego, ninguna como la que dirige Santiago" (José María García Martínez - diario "El País", "Cuadernos de Jazz")
- —“Sabor a Big Band”(I.Reilly 2008), rindiendo tributo a los grandes del género a través de la impecable interpretación en formato Big Band de los clásicos del swing.(Count Basie,Duke Ellington, etc).
- Respecto a estas dos producciones, editadas casi simultáneamente, también la crítica fue bastante unánime:   —“Está en un momento de plena madurez artística....Interesante en lo expresivo, en lo técnico, en lo didáctico y, sencillamente, en lo bonito que lo hace(...)Una banda ordenada y disciplinada, sustentada en una más que solvente sección rítmica y con todo un maestro de los arreglos al frente” (Arturo Mora, revista “Tomajazz”).   —-“Una Big Band de Jazz: nada menos.(...) De la Muela enseña a quien no sabe todo lo que hay que saber acerca del género jazzístico-orquestal (...) con la mirada puesta en el swing - se sabe cuando se tiene aunque nadie sepa definir en que consiste - y los flancos bien cubiertos gracias a unos arreglos perfectamente abrochados" (J.M. García Martínez, Diario El País 4-2-2006).
- —-“Cuestión de Tiempo” (I.Reilly ,2010),   de nuevo en formato de trío con órgano hammond, constituye una escapada a sonoridades que siempre han sido de su gusto, por la libertad de formato en un grupo reducido en sus componentes, donde los caminos para la improvisación siempre están abiertos con la interacción de los músicos.Una manera de darle a la guitarra  el protagonismo que el artista desea para ella.
- A partir de 2016 empieza a desarrollar su concepto compositivo orquestal en la serie discográfica “Versión Original”, cuyo contenido se compone íntegramente de composiciones originales. El propio Santiago de la Muela, en las notas  al primero de dichos trabajos, explica así  su fundamento :  “La interpretación del Jazz Orquestal puede abordarse desde diversas perspectivas.Se puede contemplar como un tributo o recreación de los clásicos del género, con lo cual, en el mejor de los casos, se obtendrá una buena imitación de las composiciones y arreglos de los grandes maestros del estilo, o bien asimilar todo ese valioso acervo musical, para después poner en juego conocimientos, conceptos, ideas y sensaciones para crear un idioma musical y un estilo propio”.
- —Versión Original, Capítulo I (I.Reilly, 2019)
- —Versión Original, Capítulo II (I.Reilly ,2020)
- —Versión Original, Capítulo III (I.Reilly, 2022)
- El denominador común de todos ellos es un repertorio compuesto íntegramente por Santiago de la Muela, con una instrumentación que parte de la Big Band clásica, pero enriquecida con la adición de algunos instrumentos más relacionados con la orquesta sinfónica, como las trompas, clarinetes soprano y bajo, flauta o flauta alta,consiguiendo sonoridades que ponen de manifiesto su particular concepto orquestal y hacen de dichas producciones  algo único y muy personal.   Paralelamente, como una antípoda del proyecto anterior, trabaja en el proyecto “Santiago de la Muela, One Man Band”, en la cual explora las posibilidades de la guitarra en solitario. Es el  contrapunto de la “Pequeña Orquesta”, como él  mismo llama a la guitarra, a la Gran Orquesta de Jazz  .
- Fruto de esta iniciativa, edita "La Larga Sonrisa" (2023),un trabajo realizado íntegramente  a guitarra sola donde, utilizando  como  punto de partida melodías clásicas de standards, desarrolla su particular concepto técnico y estético del instrumento, que, como él mismo dijo en alguna ocasión  :" es paradójico que la guitarra, siendo un instrumento tan popular, sea en algunos aspectos un perfecto desconocido en cuanto a las posibilidades que tiene y el partido que se puede sacar de él ".Un trabajo intimista y fácil de asimilar para el oyente y  una fuente de motivación para cualquier profesional del instrumento que lo escuche.
- Como líder y arreglista, comanda el grupo "The Swingtet", una formación en quinteto que recrea los clásicos de la "Swing Era",con un repertorio que tanto puede interpretarse en el marco de un concierto o  ser el programa de una sesión de baile.Después de  muchos años de colaboración, el grupo edita "The Swingtet, dieciocho años y un día", donde recogen parte de su extenso repertorio interpretado durante ańos. (I.Reilly, 2023)
- "A quien pueda interesar" (I.Reilly,  2024). Nuevamente, otro capítulo de su concepto orquestal en el cual se pone al frente como compositor, guitarrista y director, sacando a la luz nuevos temas originales con orquestaciones propias.Otro esfuerzo sin precedentes y sin ayudas institucionales de ningún tipo: solo la fuerza motriz de este incansable músico.
- "Estrictamente confidencial" (I.Reilly, 2024). Nuevamente, la otra faceta, la más intimista, aflora aquí de nuevo: otro proyecto a guitarra sola, donde Santiago de la Muela parece pedir un poco de paz y tranquilidad para sí mismo después de una producción agotadora. Es "la pequeńa orquesta de seis instrumentos", como así la llama  él, donde lo estético del resultado no debiera hacernos perder de vista la dificultad técnica que conlleva el trabajo de principio a fin.

- Datos: Q17629513